# The Brute Chorus
The Brute Chorus war eine englische Band aus London. Ihre Musik hatte Elemente von Blues, Rockabilly, Pop und Folk. Die Welt bezeichnete 2010 den Musikstil in einer Konzertbesprechung als "Fuck-Blues" und bezog sich damit auf einen Begriff, der zuerst von dem Schweizer Musikblog "78s" benutzt wurde.

## Geschichte
Die Bandmitglieder haben sich lange vor der Gründung kennengelernt. Nick Foot und Matthew Day gingen in Egremont, Cumbria zusammen zur Schule. Später traf Nick in London am Rose Bruford College James Steel und zusammen mit einem weiteren Mitstudenten, Andrew Holt, gründeten die vier die Band Low Sparks. Es gab einige Veröffentlichungen in kleiner Auflage und die Band gewann einen Bandwettbewerb.
Im Jahr 2007 gab es einen Besetzungswechsel, der Bassist Andrew Holt verließ die Band und Dave Ferrett, vorher Keyboarder bei Scritti Politti, übernahm den Bass. Da die Band auch ihren Musikstil etwas änderte, entschieden sie sich zu einer Umbenennung, so entstand The Brute Chorus. Die erste Single unter diesem Namen erschien im Ende 2007 als erstes Signing auf dem Label Bumpman, eine Neugründung des Londoner Pubs Hawley Arms, in dem die Band zu dieser Zeit regelmäßig auftrat.
2008 spielten The Brute Chorus auf dem Glastonbury Festival ein Konzert auf der BBC Introducing Stage.
Das erste, selbstbetitelte Album erschien 2009 und wurde produziert von Victor Van Vugt und Choque Hosein. Das Album ist ein Mitschnitt eines Konzerts, es wurde komplett an einem Abend vor 300 Fans im Londoner Roundhouse in Camden aufgenommen. Fünf Wochen hat die Band für diesen Auftritt geprobt. Das englische Online-Musikmagazin Drowned In Sound gab dem Album 7 von 10 möglichen Punkten.
Im Frühjahr 2010 gingen The Brute Chorus das erste Mal auf Deutschlandtour, sie spielten Support für die englische Band The Woodentops.
Das zweite Album "How The Caged Bird Sings" erschien im Herbst 2010 und wurde wieder von Choque Hosein produziert. Aufgenommen wurde es im Februar, in einem Gemeindezentrum im Lake District, in dem unglücklicherweise kurz vorher das Heizsystem kaputt ging und die Band während der gesamten Aufnahmezeit mit der Kälte kämpfte. Das englische Magazin Artrocker gab dem Album 4 von 5 möglichen Punkten. Es wurde als "weird" (seltsam) und "addictive" (süchtig machend) beschrieben. Der Sänger James Steel erklärt in einem Interview im Blog der Radiosendung Toast On Fire beim FSK (Freies Sender Kombinat) den Unterschied zwischen den beiden Alben folgendermaßen: "The songs are a little darker now and we've learnt a lot about using space in music. The first album is very full on and loud from start to finish whereas this new one take's it's time." (Die Songs sind jetzt etwas düsterer als vorher und wir haben viel gelernt, wie man den Raum in der Musik besser einsetzt. Das erste Album ist sofort 100 % voll da bis zum Ende, während sich das neue Album erst entwickelt und sich wesentlich mehr Zeit lässt). Das Artwork zum Album und den ausgekoppelten Singles gestaltete der bekannte Tattoo-Künstler Mo Coppoletta. Zu den Singles gab es mehrere Remixe, unter anderem von James Yuill. Airplay gab es viel u. a. bei ByteFM, auf NDR Info in der Sendung von Paul Baskerville und beim FSK.
Im Sommer 2011 verließ Matt Day The Brute Chorus, als neuer Schlagzeuger kam Mark Austin in die Band. Nachdem die Band neues Material erarbeitete, folgte im Frühjahr 2012 die erste Tour durch die USA mit Auftritten beim SXSW-Festival in Austin, Texas. Finanziert wurde die Reise zum Teil durch die Crowdfunding-Website Indiegogo. Parallel dazu erschien die Single "My Testament", die es kostenlos zum Download auf ihrer Webseite gab. Der Schweizer Tages-Anzeiger machte die Single am 4. April zum "Song Of The Day".
Im August 2013 löste sich die Band auf.

## Diskografie

### Alben
- The Brute Chorus (Vandal, Oktober 2009)
- How the Caged Bird Sings (Tape, September 2010)

### Singles
- Chateau/The Cuckoo & The Stolen Heart (Bumpman, Dezember 2007)
- Grow Fins (Bumpman, Juli 2008)
- She Was Always Cool (selbstveröffentlicht, Dezember 2008)
- All the Pilgrims (selbstveröffentlicht, Mai 2009)
- (This Christmas) Bury Me in Hawaii (Tape, Dezember 2009)
- Could This Be Love? (Tape, April 2010)
- Heaven (Tape, September 2010)
- Birdman (Tape, Januar 2011)
- My Testament (selbstveröffentlicht, Februar 2012)
- Death Came Walking – Parts 1 & 2 (geplante Veröffentlichung, aber es gab nur Promo-CDs in GB, Mai 2012)

### Split-Singles
- The Brute Chorus - Silver Lining / The Woodentops – Third Floor Rooftop High (Tape, Februar 2010)
- The Brute Chorus – Alligator Teeth / Kirsty McGee & The Hobopop Collective – Wife (Hobopop, November 2010)